# Pratt, West Virginia
Pratt är en ort i Kanawha County i delstaten West Virginia, USA.